# Kisfaludy Károly (mérnök)
Kisfaludi Kisfaludy Károly (Temesvár, 1879. március 6. – Budapest, 1961. augusztus 15.) főmérnök, postaműszaki igazgató, cégvezető.

## Életútja
Kisfaludy Zsigmond és Rötth Jolán fiaként született. A család Vas vármegyéből származott. A Temesvári Piarista Gimnáziumban 1896-ban érettségizett, majd 1900-ban 2321. szám alatt elnyerte a Királyi József Műegyetemen gépészmérnöki oklevelét.
Postai szolgálata 1902-ben kezdődött Temesvárott napidíjas mérnöki minőségben. 1905-től ugyanott építési osztályvezető lett. 1907-től a pécsi postaigazgatóság műszaki előadójaként, később a pécsi kerületi műszaki felügyelőség vezetőjeként dolgozott. 1910-ben tagja volt annak a bizottságnak, ami az óvó és elővigyázati berendezések alkalmazását készítette elő Pécsett, a telefon és villamos áram vezetékek keresztező pontjainál, majd a belügyminisztérium az 1910–1912. év tartamára, hivatalos kerületi szakértővé nevezte ki, de még abban az évben e tiszte alól felmentését kérte, miután áthelyezték Budapestre. A budapesti műszaki főfelügyelőségnél kapott állást, ahol 1911-től a II. ügyosztály (új vonalak építése) főmérnökeként dolgozott.
1914-től 1918-ig a 3. hadseregparancsnokság beosztott posta- és távírda főmérnöke volt. IV. Károlytól 1916-ban az ellenség előtt teljesített kitűnő szolgálatainak elismeréséül megkapta a Ferenc József-rend lovagkeresztet a katonai érdemkereszt szalagján, illetve 1918-ban kétszer is a legfelső dicsérő elismeréssel, és tartalékos hadnagyként a 3. osztály hadidíszítményes katonai érdemkereszttel a kardokkal tüntette ki. Kitüntették Kövess tábornagy dicsérő okmányával is. 1917-től műszaki tanácsos, majd az építési ügyosztály vezető helyettese lett.
Az első világháború után a vezérigazgatósághoz osztották be, majd a budapesti anyagraktár vezetője lett. Ezután a Budapesti Távíró- és Távbeszélő Igazgatóságnál működött, 1919-től műszaki igazgatóként, 1919–1921 között pedig az igazgatóság alá tartozó Magyar Királyi Posta Műszerész Tanonciskola igazgatója is volt. Betegség okán 1923-ban vonult nyugalomba.
1911-től (önkéntes lemondása folytán) 1931-ig volt tagja a Magyar Mérnök- és Építész-Egyletnek.
1931-től 1935-ig a Calderoni Mű- és Tanszervállalat Rt. cégvezetője cégjegyzési jogosultsággal, később a cég igazgatósági tagja volt. E minőségében, mint hatósági szakértő tanú hallgatták ki az 1932-es „tanszerpanama” ügyben.
Halálát szívizom-hegesedés, tüdőgyulladás és dülmirigytúltengés okozta. A Farkasréti temetőben helyezték örök nyugalomra 1961. augusztus 19-én délután a római katolikus egyház szertartása szerint.
Felesége Telbisz Mária volt, akivel 1905. március 4-én kötött házasságot Temesvárott. Gyermekeik kisfaludi Kisfaludy Antal és Kovássy Lajosné, született Kisfaludy Ida.